# Gmina Kanal ob Soči
Kanal ob Soči – gmina w Słowenii. W 2002 roku liczyła 5948 mieszkańców.

## Miejscowości
Miejscowości wchodzące w skład gminy Kanal ob Soči:

- Ajba
- Anhovo
- Avče
- Bodrež
- Čolnica
- Deskle
- Doblar
- Dolenje Nekovo
- Goljevica
- Gorenja vas
- Gorenje Nekovo
- Gorenje Polje
- Jesen
- Kal nad Kanalom
- Kambreško
- Kamenca nad Ložicami
- Kanal ob Soči – siedziba gminy
- Kanalski Vrh
- Krestenica
- Levpa
- Lig
- Močila
- Morsko
- Paljevo
- Plave
- Prilesje pri Plavah
- Ravna
- Robidni Breg
- Ročinj
- Seniški Breg
- Ukanje
- Zapotok